# 西都市立三納小中学校
西都市立三納小中学校（さいとしりつ みのうしょうちゅうがっこう）は、宮崎県西都市大字三納にある公立の一体型小中一貫校。
2013年（平成25年）より一体型小中一貫教育を行っている。
しかし、中学校は2026年（令和8年）3月末をもって閉校し、西都市内中学校5校（妻・穂北・都於郡・三納・三財）の統合により、同年4月、妻地区に西都市立西都中学校が新設される予定である。

## 概要
歴史
小学校は1900年（明治33年）、中学校は1947年（昭和22年）創立。2013年（平成25年）より一体型小中一貫校となる。前述のように、西都市内の中学校5校の統合により、中学校は2026年（令和8年）3月末をもって閉校する予定である。
校章
- 小学校 - 中央に校名の「三納小」の文字（縦書き）を配している。
- 中学校 - 五三の桐を背景にして、中央に「中」の文字を配している。

校歌
- 小学校 - 1953年（昭和28年）制定。作詞は田中長二郎、作曲は園山民平による。歌詞は3番まであり、各番の歌詞中に校名の「三納校」が登場する。
- 中学校 - 1949年（昭和24年）制定。作詞は田中長二郎、作曲は海老原直による。歌詞は3番まであり、各番の歌詞中に校名の「三納中学」が登場する。

通学区域
西都市のうち、「松本、湯牟田、笠原、長野、宮田、札の元、赤志長、麓、平城、長谷、向井町、吉田、九流水、岩戸、岩下、小谷、清水兼、原田、平野、竹の内、樫野、鳶野、高三納、法連寺、井上、原口、宮尾、古城、中村、下村、宮ノ下、島田」。

## 沿革
小学校
- 1850年（嘉永3年）3月 - 平城に「伊古堂」が設立される。
- 1851年（嘉永4年）5月 - 杉の下に「郷学所」が設立される。
- 1870年（明治3年）5月 - 杉の下に「第三十六番小学校」が設立される。
- 1872年（明治5年）- 学制が頒布される。
- 1875年（明治8年）- 「三納小学校」が設置される。
- 1888年（明治21年）1月 - 小学校令施行により、簡易科（3年制）を設置の上、「簡易三納小学校」に改称。
- 1889年（明治22年）5月1日 - 町村制施行により、児湯郡2村（平郡・三納）が合併の上、「三納村」が発足。
- 1890年（明治23年）- 尋常科（4年制）を設置の上、「尋常三納小学校」に改称。
- 1892年（明治25年）4月 - 「三納尋常小学校」に改称。
- 1900年（明治33年）3月25日 - 現在地に校舎を新築の上、移転を完了。3月25日を創立記念日とする。
- 1901年（明治34年）- 三財三納両村組合立尾能高等小学校が創立。
- 1902年（明治35年）4月 - 片内分校を設置。
- 1908年（明治41年）
  - 4月 - 改正小学校令により、尋常科（義務教育年限）が4年制から6年制に改められる。これにより、尋常科5・6年を新設。
  - 6月 - 三財三納両村組合立尾能高等小学校が廃止される。
  - 7月 - 高等科（2年制）を併置の上、「三納尋常高等小学校」に改称。
- 1935年（昭和10年）- 青年学校令施行により、「三納青年学校」が併置される。
- 1941年（昭和16年）4月1日 - 国民学校令施行により、「三納村三納国民学校」に改称。尋常科を初等科に改める。
- 1947年（昭和22年）- 学制改革が行われる（六・三制の実施）。
  - 4月1日 - 国民学校初等科は、新制小学校「三納村立三納小学校」に改組・改称。吹山分校を設置。
  - 4月30日 - 国民学校高等科は、青年学校普通科とともに、新制中学校「三納村立三納中学校」に改組・改称。同年5月8日開校。小学校に併設される。
- 1953年（昭和28年）10月 - 校歌を制定。片内分校が分離の上、三納村立片内小学校[3]として独立。
- 1958年（昭和33年）
  - 4月1日 - 三納村が西都町に編入されたため、「西都町立三納小学校」に改称。
  - 11月1日 - 市制施行により、「西都市立三納小学校」に改称。
- 1966年（昭和41年）7月 - 吹山分校を廃止。
- 1975年（昭和50年）
  - 2月 - 体育館が完成。
  - 8月 - プールが完成。
- 1986年（昭和61年）4月 - センター方式の給食を開始。
- 1992年（平成4年）7月 - 学校跡記念碑を建立（伊古堂・平郡・平野小学校・片内分校・吹山分校）。
- 1996年（平成8年）3月 - 運動場を整備。
- 2000年（平成12年）11月 - 創立100周年記念式典を挙行。
- 2010年（平成22年）9月 - 第1回小中合同運動会を開催。
- 2011年（平成23年）10月 - 中学校と一体型一貫教育校への移行が決定。

中学校
- 1947年（昭和22年）- 学制改革が行われる（六・三制の実施）。
  - 4月30日 - 三納国民学校高等科が、青年学校普通科とともに、新制中学校「三納村立三納中学校」に改組・改称。小学校に併設される。
  - 5月8日 - 開校式を挙行。片内分校を設置。
  - 11月 - 木造新校舎が完成。
- 1949年（昭和24年）
  - 3月31日 - 片内分校を廃止。
  - 9月 - 校歌を制定。
- 1958年（昭和33年）
  - 4月1日 - 三納村が西都町に編入されたため、「西都町立三納中学校」に改称。
  - 11月1日 - 市制施行により、「西都市立三納中学校」に改称。
- 1972年（昭和47年）3月 - 校門が完成。
- 2010年（平成22年）9月 - 第1回小中合同運動会を開催。
- 2011年（平成23年）10月 - 小学校と一体型一貫教育校への移行が決定。

小中一貫校
- 2013年（平成25年）
  - 4月1日 - 「西都市立三納小中学校」（現校名）として、一体型小中一貫教育を開始。
  - 5月17日 - 一貫校創立記念式典を挙行。
- 2015年（平成27年）3月 - 校舎の耐震工事が完成。
- 2017年（平成29年）- 台湾龍華国民小学と交流を実施。
- 2026年（令和8年）3月31日 - 西都市立西都中学校への統合により、中学校が閉校し、小学校単独となる（予定）[1]。

## 交通
最寄りのバス停留所
- 西都市コミュニティバス・デマンド型乗合タクシー「札の元」停留所

最寄りの幹線道路
- 宮崎県道40号都農綾線
- 宮崎県道324号札の元佐土原線

## 周辺
- 西都市役所三納支所
- 三納郵便局
- 札の元保育園
- 三納川筋土地改良区
- JAみやざき三納
- 弥勒美術館
- 神楽館
- 三納川

## 参考資料
- 「西都市史. 通史編 下巻」（2016年（平成28年）3月, 西都市）